# Grobowce trackie w pobliżu Duwanli
Artykuł ten został zgłoszony do umieszczenia na stronie głównej w rubryce „Czy wiesz”.
Pomóż nam go sprawdzić: oceń zgłoszoną nominację.
Grobowce trackie w pobliżu Duwanli – rozległa nekropolia tracka, obejmująca około 50 kurhanów, znajdująca się w okolicy współczesnej miejscowości Duwanli, w obwodzie Płowdiw w Bułgarii. Mogiły pochodzą głównie z okresu od końca VI do początku IV wieku p.n.e., choć niektóre datowane są również na epokę hellenistyczną i rzymską. Znaleziska z tych późniejszych okresów są jednak znacznie uboższe w porównaniu z grobami klasycznymi.
Kompleks grobowców w pobliżu Duwanli był ważną nekropolią wczesnego państwa Odrysów. 

## Odkrycie i badania archeologiczne
Badania archeologiczne prowadzone były systematycznie w latach 1929–1931 przez Muzeum Archeologiczne w Sofii. Kierował nimi prof. Bogdan Fiłow, który opisał nekropolię w publikacji naukowej wydanej w 1934 roku. 
Wykopaliska dostarczyły istotnych informacji na temat rytuałów pogrzebowych, statusu społecznego zmarłych i relacji kulturowych Tracji z krajami sąsiednimi, takimi jak Grecja, Azja Mniejsza i Persja. Najcenniejsze znaleziska znajdują się dziś w Narodowym Muzeum Archeologicznym w Sofii oraz w Muzeum Archeologicznym w Płowdiwie.
Późniejsze badania (2000–2003) prowadzone w okolicznych wioskach, doprowadziły do udokumentowania licznych okradzionych grobowców. Łączny obszar, na którym występują kurhany, liczy około 100 km2.

## Wybrane grobowce

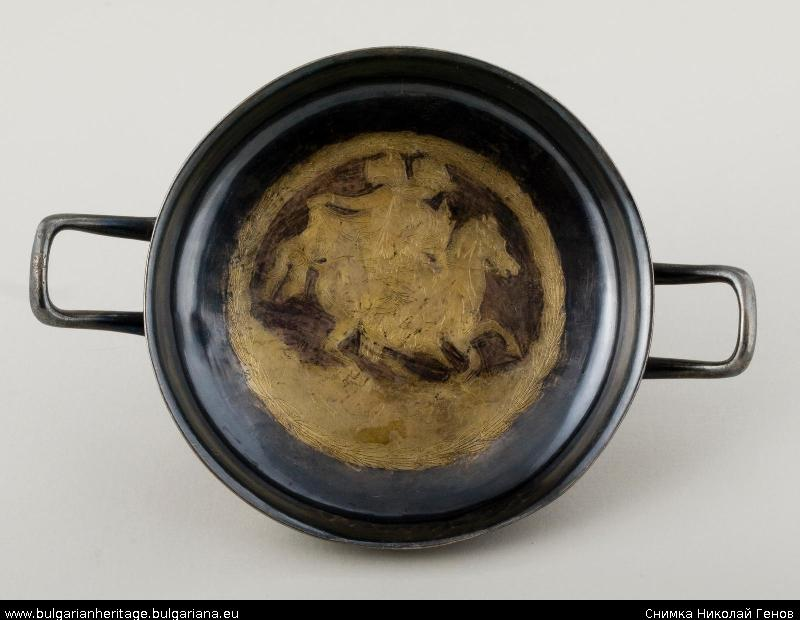
Jedno z naczyń z Duwanli z inskrypcją ΔΑ ΔΑΛΕ ΜΕ (niewidoczną na zdjęciu)

Poniższa sekcja opisuje grobowce opisane w publikacji Antique Tombs in Bulgaria (Sofia Press, 1980). 
- Arabadżijska mogiła – usytuowana w sąsiedztwie kurhanu Goljamata, miała 2,7 m wysokości i 30 m średnicy. Spoczęło tu ciało trackiej arystokratki, umieszczone w drewnianej trumnie i ułożone głową na zachód. Grobowiec zawierał m.in. złoty pektorał, ozdoby ze szkła i brązu, a także cenną hydrię z czerwonofigurowym malowaniem. Kurhan datowany jest na połowę V wieku p.n.e.[2]

- Baszowa mogiła – rozległy kurhan (35 m średnicy, 6 m wysokości) zawierał grób wodza trackiego, którego ciało spalono. Wśród znalezisk znalazły się naczynia, złote i srebrne ozdoby, broń, a także przedmioty z brązu[2]. Na czterech naczyniach znaleziono inskrypcję interpretowaną jako tracką, zapisywaną alfabetem greckim[4]. Można ją odczytać następująco[5][4]:

ΔΑ ΔΑΛΕ ΜΕ

Tekst ten jest interpretowany jako Da, dale me!, co z kolei miałoby znaczyć „Chroń mnie, Matko Ziemio!”.
- Goljamata mogiła – kurhan ten znajduje się około 3,5 km na północny zachód od Duwanli. Mierzy 7 m wysokości i 45 m średnicy u podstawy. Pochowano tu skremowanego wodza trackiego. Wyposażenie obejmowało m.in. złoty pektorał, srebrne plakiety z wyobrażeniem bogów i zwierząt, a także pierścień z inskrypcją ΣΧΥΘΟΔΟ/ΟΚΟ[a]. Zabytki datowane są na połowę V wieku p.n.e.[2]

- Kukuwa mogiła – grobowiec zbudowany z dużych płyt kamiennych, przykryty ziemią. Pochowano tu arystokratkę, wraz z bogatym wyposażeniem – m.in. kolczykami, bransoletami, złotym pektorałem, pudełkiem, lusterkiem, oraz srebrną amforą częściowo pozłacaną, datowaną na początek V wieku p.n.e. Pochówki w tym kurhanie wykazują wpływy trackie, greckie i achemenidzkie[2].

- Muszowicka mogiła – w tej mogile pochowano szlachetnie urodzoną kobietę. Jej ciało złożono w drewnianej trumnie, w wykopie (pochówek szkieletowy). Wśród wyposażenia grobowego znaleziono ozdoby ze złota, srebra, szkła i brązu, w tym kolczyki, naszyjniki, pierścienie, medalion oraz naczynia ceramiczne. Szczególnie cennym zabytkiem jest amfora z czarnofigurowym malowaniem, przypisywana greckiemu artyście. Grobowiec datowany jest na przełom VI i V wieku p.n.e.[2]

## Galeria

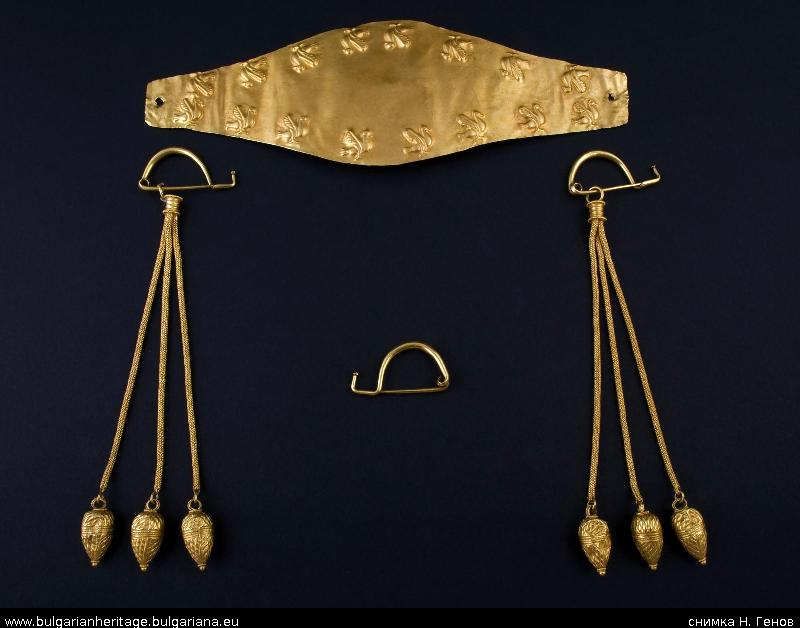
Złote ozdoby z Muszowickiej mogiły
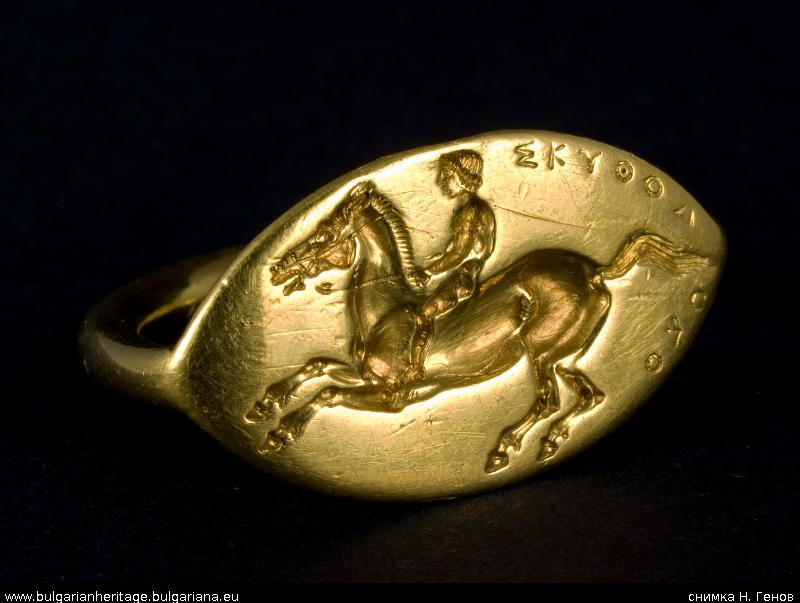
Pierścień z wyobrażeniem jeźdźca oraz inskrypcją ΣΧΥΘΟΔΟ/ΟΚΟ z Goljamatej mogiły
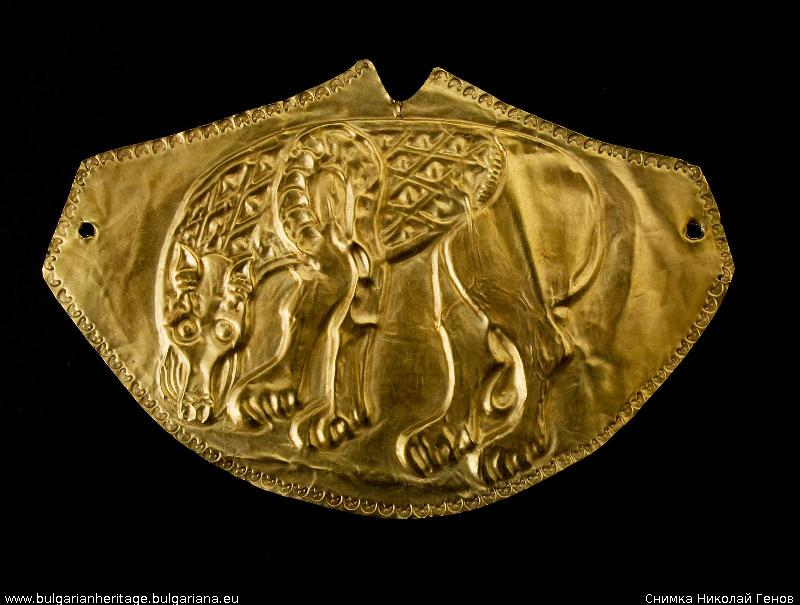
Złoty pektorał z wyobrażeniem lwa  z Baszowej mogiły